# Freddie Mizzi
Freddie Mizzi (10 gennaio 1941) è un ex calciatore maltese, di ruolo portiere.

## Carriera

### Nazionale
Ha collezionato diciannove presenze con la propria Nazionale.